# 明德訥瓦爾德巴德湖

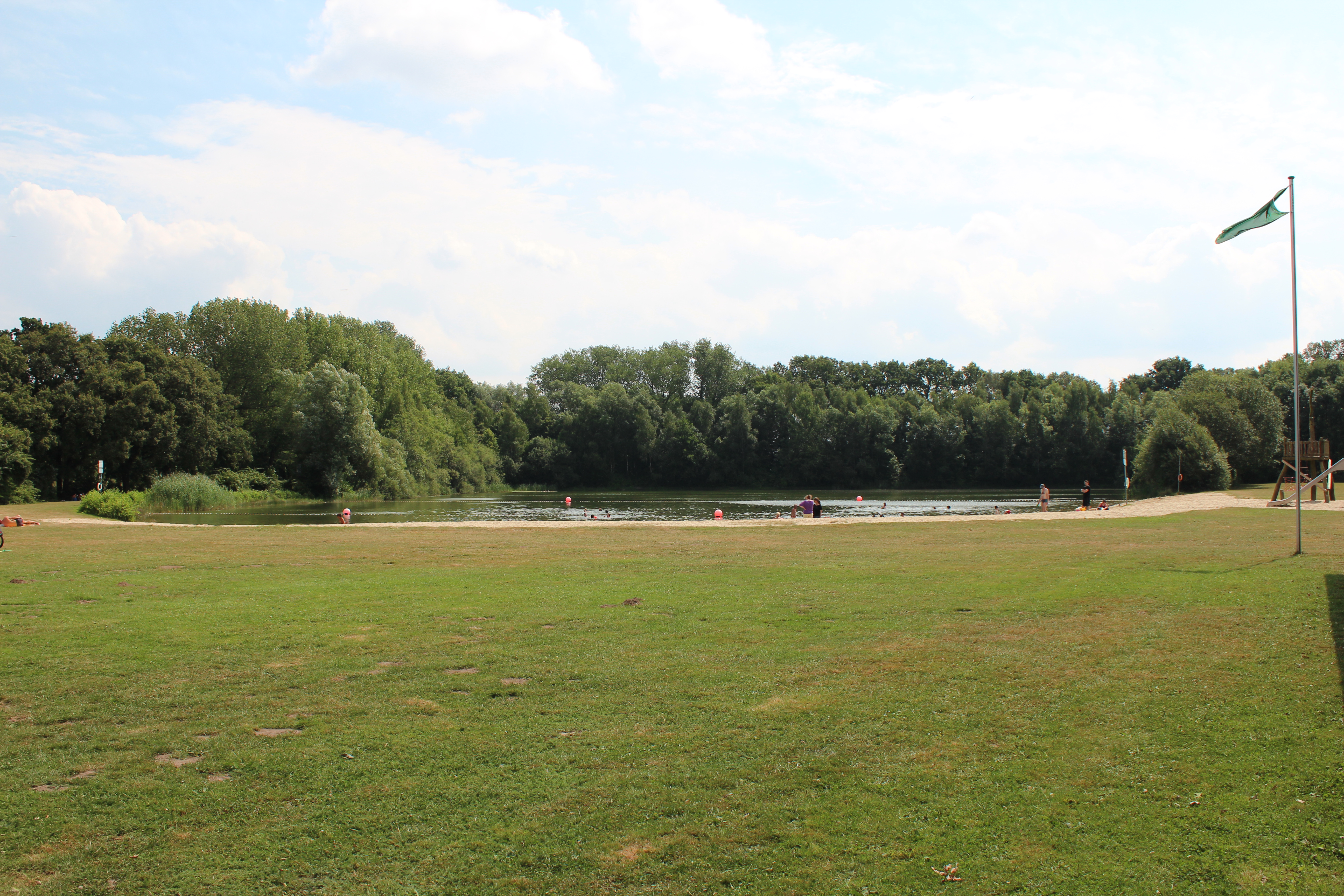

52°22′40″N 8°46′24″E / 52.377916°N 8.773226°E
明德訥瓦爾德巴德湖（德語：Badesee Mindenerwald），是德國的湖泊，位於該國西部，由北萊茵-威斯特法倫州負責管轄，長0.2公里，面積0.02平方公里，海拔高度51米，最大水深3米，湖岸線長度0.5公里。